# Alles oder nichts (Seifenoper)
Alles oder nichts war eine deutsche Seifenoper, die zwischen dem 22. Oktober 2018 und 4. Januar 2019 auf dem deutschen Fernsehsender Sat.1 montags bis freitags um 18:30 Uhr ausgestrahlt wurde. 
Sie ist eine Produktion der Producers at Work GmbH nach einer Idee der Drehbuchautoren Aglef Püschel und Tamara Sanio, die in den CCC-Studios in Berlin-Spandau vom 16. August 2018 bis zum 1. Februar 2019 gedreht wurde.
Am 7. Januar 2019 wurde bekannt, dass Sat.1 die Serie nach 50 ausgestrahlten Folgen mit sofortiger Wirkung aus dem Free-TV Programm nimmt und die Serie abgesetzt wird. Daraufhin wurde zwischen der Produktionsfirma und Sat.1 in Verhandlungen beschlossen, die Serie nach 105 Folgen und einem Finale zu beenden. Die Ausstrahlung der verbleibenden Episoden fand demnach in der Mediathek, bei YouTube sowie beim Bezahlsender Sat.1 emotions statt. Die Serie wurde am 22. März 2019 mit der 105. Folge auf der Website von Sat.1 beendet.

## Hintergrund
Bereits 2017 kündigte Sat.1 an, erneut eine tägliche Serie ins Programm nehmen zu wollen und bestellte hierfür vier Pilotfolgen, die daraufhin bei einer Marktforschung einem Testpublikum vorgeführt wurden. Drei der Formate stammten von der Produktionsfirma UFA Serial Drama, die sich bereits für die RTL-Serien Gute Zeiten, schlechte Zeiten (seit 1992), Unter uns (seit 1994) und Alles was zählt (seit 2006) verantwortlich zeigt. Schließlich konnte das Konzept von Alles oder nichts und somit die Produktionsfirma Producers at Work überzeugen, wodurch die Produktion bereits im Frühsommer 2018 begonnen hat.
Die Dreharbeiten starteten am 16. August 2018 in Berlin und wurden am 1. Februar 2019 nach 105 Folgen beendet.

## Ausstrahlung
Die Ausstrahlung ist ab dem 22. Oktober 2018 geplant. Bereits zuvor gingen Branchenblätter davon aus, dass der Sender mit der Ausstrahlung Ende Oktober 2018 beginnen wird und hierfür den Sendeplatz um 18:30 Uhr werktäglich nutzen wird. Zu dieser Zeit lief bereits die erfolgreiche Telenovela Anna und die Liebe. Diese Vermutung wurde Mitte September 2018 bestätigt. Für die Ausstrahlung von Alles oder nichts wird das tägliche Magazin Endlich Feierabend! ab dem 22. Oktober 2018 um 30 Minuten kürzer gesendet.
Bereits am 15. Oktober 2018 veröffentlichte Sat.1 vorab die ersten fünf Folgen auf seiner Webseite.
In Österreich strahlt der Sender ATV ab dem 27. Oktober 2018 samstags im Vormittags- und Mittagsprogramm fünf Folgen aus.

### Einschaltquoten
Nachdem die letzte tägliche Serie in Sat.1 (Mila) mit niedrigen Einschaltquoten zu kämpfen hatte und binnen zwei Wochen aus dem Programm genommen wurde, musste Alles oder nichts zu Beginn ebenfalls einen schwachen Start verzeichnen. Mit 5,8 % Marktanteil waren die Einschaltquoten zu Beginn der Serie eher niedrig einzuschätzen. Auch die weiteren Folgen der ersten Woche konnten diesen Wert nicht überbieten. Erst am 2. November 2018 konnte man zunächst einen neuen Bestwert mit 6,6 % verzeichnen, ehe man kurz darauf einen Negativwert von 2,3 % aufstellte. Dieser Wert wurde mit der letzten Folge des Jahres vom 28. Dezember 2018 sogar noch unterboten. Hier konnte man lediglich 1,8 % Marktanteil verbuchen. Mit der ersten Folge im Jahr 2019 am 2. Januar wurde dieser Wert direkt noch einmal unterboten, als man hier 1,5 % generierte.
Die Quoten waren somit seit Beginn der Ausstrahlung stark schwankend und deutlich unterhalb des Senderdurchschnitts, weswegen die Serie ab dem 7. Januar 2019 von Sat.1 aus dem Programm genommen wurde.
| Jahr | Spanne | Anzahl | Sendeplatz           | Zuschauer | Zuschauer       | Marktanteil | Marktanteil     |
| Jahr | Spanne | Anzahl | Sendeplatz           | Gesamt    | 14 bis 49 Jahre | Gesamt      | 14 bis 49 Jahre |
| ---- | ------ | ------ | -------------------- | --------- | --------------- | ----------- | --------------- |
| 2018 | 1–47   | 47     | Mo. – Fr., 18:30 Uhr | —         | —               | —           | 3,6 %           |

Quellen:

## Handlung
Der Tod des schwerreichen Bauunternehmers Axel Brock bringt zutage, was jahrelang verborgen blieb: Neben seiner Vorzeige-Ehe mit Melissa und den gemeinsamen Kindern Jascha und Maria hinterlässt der Unternehmer noch drei uneheliche Kinder: Jenni, Anja und Daniel.
Jenni wuchs in ärmlichen Verhältnissen auf und steuert seit jeher durch Aushilfsjob ihren Anteil zur Haushaltskasse ihrer Familie bei. Anja arbeitet in einer Table-Dance-Bar und will mit ihrem Freund Rocko eine Familie gründen. Daniel dagegen lebt auf der Straße.

## Besetzung
| Darsteller                         | Rollenname                                | Folge(n)  | Jahr(e)   | Bemerkungen |
| ---------------------------------- | ----------------------------------------- | --------- | --------- | --- |
| Sarah Maria Besgen                 | Melissa Brock                             | 1–45      | 2018      | Vermeintliche Witwe von Axel, Mutter von Jascha und Maria, Freundin von Daniel, Ex-Freundin von Boris; wandert mit Daniel und Maria nach Kalifornien aus                    |
| Tanja Wenzel                       | Melissa Brock                             | 46–105    | 2018–2019 | Vermeintliche Witwe von Axel, Mutter von Jascha und Maria, Freundin von Daniel, Ex-Freundin von Boris; wandert mit Daniel und Maria nach Kalifornien aus                    |
| Varol Sahin                        | Tarek Alici                               | 1–105     | 2018–2019 | Assistent von Axel Verlobter von Jenni, Ex-Freund von Nina |
| Raphaël Vogt                       | Daniel Wagner                             | 1–105     | 2018–2019 | Obdachlos Sohn von Axel, Halbbruder von Maria, Jenni und Anja, Neffe von Olaf und Bea, Freund von Melissa; wandert mit Melissa und Maria nach Kalifornien aus               |
| Michael Krabbe                     | Horst „Hotte“ Wölling                     | 1–105     | 2018–2019 | Obdachlos; bester Freund von Daniel |
| Anna Mennicken                     | Jennifer „Jenni“ Neumann                  | 1–105     | 2018–2019 | Tochter von Axel und Elke, Halbschwester von Basti, Maria, Anja und Daniel, Nichte von Olaf und Bea, Verlobte von Tarek, Ex-Freundin von Henning                            |
| Lennart Borchert                   | Bastian „Basti“ Neumann                   | 1–105     | 2018–2019 | Schüler Sohn von Elke und Mike, Halbbruder von Jenni |
| Mirco Reseg                        | Mike Neumann                              | 1–105     | 2018–2019 | Imbissbudenbesitzer Ehemann von Elke, Stiefvater von Jenni, Vater von Basti                                                                                                 |
| Thomas Morris                      | Olaf Brock                                | 1–105     | 2018–2019 | Geschäftsführer der „Brock AG“ Bruder von Axel, Ehemann von Bea, Onkel von Maria, Jenni, Anja und Daniel                                                                    |
| Niki Finger                        | Bea Brock                                 | 1–105     | 2018–2019 | Ehefrau von Olaf, Schwägerin von Axel, Tante von Maria, Jenni, Anja und Daniel, Ex-Affäre von Boris                                                                         |
| Anne Brendler                      | Elke Neumann                              | 1–105     | 2018–2019 | Imbissbudenbesitzerin Mutter von Jenni und Basti, Ehefrau von Mike, Ex-Affäre von Axel                                                                                      |
| Marc Barthel                       | Rocko Schwarz                             | 1–104     | 2018–2019 | Barkeeper im „Beluga“ Ex-Verlobter von Anja; stiehlt Anjas Geld und geht vermutlich nach Jamaika                                                                            |
| Franziska Breite                   | Anja Meyer                                | 1–105     | 2018–2019 | Tochter von Axel, Halbschwester von Maria, Jenni und Daniel, Nichte von Olaf und Bea, Ziehmutter von Henry, Ex-Verlobte von Rocko, One-Night-Stand von Henning              |
| Anno Kaspar Friedrich von Heimburg | Jascha Brock                              | 1–105     | 2018–2019 | Schüler und Mitarbeiter im „Beluga“ Sohn von Boris und Melissa, Halbbruder von Maria, Freund von Ines                                                                       |
| Josephine Martz                    | Maria Brock                               | 1–105     | 2018–2019 | Schülerin Tochter von Axel und Melissa, Halbschwester von Jascha, Jenni, Anja und Daniel, Nichte von Olaf und Bea; wandert mit ihrer Mutter und Daniel nach Kalifornien aus |
| Felix Lampert                      | Edgar Falckenstein                        | 2–104     | 2018–2019 | Anwalt, Komplize von Boris Janssen/Leon Wiesinger |
| Martin Augustin Schneider          | Henning Lindner                           | 4–93, 105 | 2018–2019 | Tischler Ex-Freund von Jenni, One-Night-Stand von Anja |
| Taynara Wolf                       | Ines „Chelsey B.“ Fischer                 | 5–105     | 2018–2019 | It-Girl, Influencerin Freundin von Jascha, One-Night-Stand von Björn |
| Gabriel Merz                       | Boris Janssen † eigentlich Leon Wiesinger | 7–104     | 2018–2019 | Geschäftsführer des „Beluga“ Vater von Jascha, Freund von Melissa, Ex-Affäre von Bea; wird von Melissa aus Notwehr erschossen                                               |
| Lea Faßbender                      | Dr. Nina Kessler                          | 16–104    | 2018–2019 | Business Chief of Development bei der „Brock AG“ Ex-Freundin von Tarek Nebenrolle bis Folge 45                                                                              |